# Secugnago
Secugnago (Scügnài in dialetto lodigiano) è un comune italiano di 1 997 abitanti della provincia di Lodi in Lombardia.

## Storia

### Simboli
Lo stemma e il gonfalone sono stati concessi con decreto del presidente della Repubblica del 6 ottobre 1953.
Il gonfalone è un drappo partito di azzurro e di giallo.

## Monumenti e luoghi d'interesse
- Chiesa di San Gaudenzio

## Società

### Evoluzione demografica
Abitanti censiti

### Etnie e minoranze straniere
Al 31 dicembre 2009 gli stranieri residenti nel comune di Secugnago in totale sono 209, pari al 10,21% della popolazione. Tra le nazionalità più rappresentate troviamo:
| Paese   | Popolazione (2008) |
| ------- | ------------------ |
| Romania | 76                 |
| Tunisia | 21                 |
| Marocco | 20                 |
| Albania | 15                 |
| India   | 13                 |
| Senegal | 10                 |

## Geografia antropica
Il territorio comunale comprende il capoluogo, la località Stazione, e le cascine Boschelli, Fiandra, Fornelli, Gorghi, Sant'Ignazio, Uggeri.

## Infrastrutture e trasporti

### Strade
Il centro abitato di Secugnago è lambito dalla strada statale 9 Via Emilia, che collega Lodi a Milano in direzione nord e a Piacenza in direzione sud.
Dal paese si diramano due strade provinciali, una diretta verso Brembio e Livraga, e una, a carattere rurale, verso Melegnanello e Turano.

### Ferrovie
La stazione ferroviaria di Secugnago, posta 1 km ad ovest del paese, in direzione di Brembio, è posta sulla linea Milano–Bologna, attivata nel 1861. Vi fermano i treni regionali in servizio sulla tratta Milano–Piacenza.
Intorno alla stazione ferroviaria sono state edificate nel tempo alcune abitazioni ed attività, separate dal resto del paese da aperta campagna.

## Amministrazione
Segue un elenco delle amministrazioni locali.
| Periodo | Periodo   | Primo cittadino    | Partito              | Carica  | Note |
| ------- | --------- | ------------------ | -------------------- | ------- | ---- |
| 1945    |           | Fermo Rizzi        |                      | Sindaco |      |
| 1946    | 1951      | Giuseppe Sozzi     |                      | Sindaco |      |
| 1951    | 1960      | Domenico Gazzola   |                      | Sindaco |      |
| 1960    | 1964      | Franco Lumini      |                      | Sindaco |      |
| 1964    | 1970      | Defendente Vaccari | Democrazia Cristiana | Sindaco |      |
| 1970    | 1978      | Mario Sozzi        |                      | Sindaco |      |
| 1978    | 1990      | Gaudenzio Sozzi    |                      | Sindaco |      |
| 1990    | 2004      | Antonio Betti      | centrosinistra       | Sindaco |      |
| 2004    | 2009      | Gaudenzio Sozzi    |                      | Sindaco |      |
| 2009    | in carica | Mauro Salvalaglio  | lista civica         | Sindaco |      |